# Санчес, Элеутерио
Элеутерио Санчес Родригес (исп. Eleuterio Sánchez Rodríguez, род. 15 мая 1942, Саламанка, Кастилия и Леон) — известный как Эль Люте, одно время был внесён в список «самых разыскиваемых» преступников Испании, а позже стал писателем. Он был легендарным испанским преступником, который несколько раз сбегал из тюрьмы после того, как был признан виновным в убийстве и приговорён к тюремному заключению. Находясь в тюрьме, он научился читать, получил диплом юриста и стал писателем, продолжая отстаивать свою невиновность. Он был помилован и освобождён 20 июня 1981 года в возрасте 39 лет.
Он опубликовал две книги мемуаров, ещё находясь в тюрьме. Они были изданы в 1987 и 1988 годах, а позднее экранизированы как сериал, состоящий из двух частей (режиссёр Висенте Аранда).

## Биография
Элеутерио Санчес Родригес родился в 1942 году в Саламанке, на западе Испании. Он родился в очень бедной семье, когда его отец сидел в тюрьме. Элеутерио Санчес не получил формального образования в детстве и был неграмотным.
Санчес и его семья подвергались дискриминации как бедные кочевые ремесленники, зарабатывающие деньги лужением. Полиция часто считала их подозреваемыми и постоянно вынуждала переселяться. Он женился на молодой женщине, Чело, такой же бедной, как и он. У супругов родилась дочь. В молодости он украл двух кур и был приговорён к шести месяцам тюрьмы.
Вскоре после освобождения в 1965 году Санчес был арестован и признан виновным в убийстве за вооружённое ограбление ювелирного магазина в Мадриде, в ходе которого был убит охранник. В возрасте 23 лет он был приговорён к смертной казни за грабёж и убийство, а также получил «приговоры на общую сумму 1000 лет за другие преступления». Однако позднее его смертный приговор был заменён 30 годами заключения в военной тюрьме. Санчес многократно оспаривал свой приговор. После нескольких побегов из тюрьмы он был признан полицией самым разыскиваемым преступником Испании. Санчес превратился в легенду и стал символом сопротивления притеснению бедных при Франко.
В тюрьме он самостоятельно научился читать. Санчес получил степень юриста, написал пять книг и опубликовал две из них, находясь в тюрьме и продолжая борьбу за очищение своего имени. После смены правительства Санчес был, наконец, помилован и освобождён 20 июня 1981 года.
После этого он снова женился, жил в Томаресе недалеко от Севильи со своей второй женой Кармен Канявате и двумя её детьми. В 1987 и 1988 годах был выпущен двухсерийный фильм о его жизни режиссёра Висенте Аранды, который изображал Санчеса в контексте Испании времён правления генерала Франко.
В феврале 2006 года Санчес был арестован в Севилье по обвинению в жестоком обращении с женой Кармен Канявате дома и в угрозах в её адрес на улице. По закону он мог быть приговорён к 20 месяцам тюремного заключения, лишён права ношения оружия и обязан держаться на расстоянии 300 метров от своей супруги. Позже он был освобождён под залог. В апреле 2008 года суд признал Санчеса невиновным. Судья отметил, что были обвинения во взаимной неверности, пара разводилась и ссорилась из-за собственности, а его бывшая жена не предоставила медицинские записи, хотя и утверждала, что лечилась от травм. Судья пришёл к выводу, что свидетельских показаний в пользу Санчеса слишком много, чтобы поддержать обвинение.

## В культуре
- В 1979 году жизни Элеутерио Санчеса была посвящена песня «El Lute[англ.]» группы Boney M. из альбома Oceans of Fantasy.

He was only nineteen
And he was sentenced to die
For something that somebody else did
And blamed on El Lute.
Then they changed it to life
And so he could escape.
From then on they chased him
And searched for him day and night
All over Spain,
But the search was in vain for El Lute.
- Санчес стал героем двухсерийного фильма Висенте Аранды «Эль Люте: Беги чтобы выжить[англ.]» (1987), созданного по мотивам двух его книг, «Куй или умри» и «Завтра я буду свободен». Роль Санчеса сыграл актёр Иманоль Ариас. За эту роль Ариас был удостоен приза кинофестиваля в Сан-Себастьяне.
- В испанской драме 2010 года «Печальная баллада для трубы», действие которой происходит в 1970-х годах, Элеутерио Санчес неоднократно упоминается в выпусках новостей.